# Honda Partner
Honda Partner (яп. ホンダ・パートナー, Honda Pātonā) — серия универсалов, выпускавшихся с марта 1996 по сентябрь 2010 года японской компанией Honda. 

## Первое поколение (EY6/7/8/9; 1996—2006)
Впервые Honda Partner I был представлен в феврале 1996 года. Выпуск начался в марте того же года.
Автомобиль выпускался на основе 6 поколения Honda Civic. В 1999 году автомобиль прошёл фейслифтинг.

До 2002 года автомобиль выпускался под названием Honda Orthia.

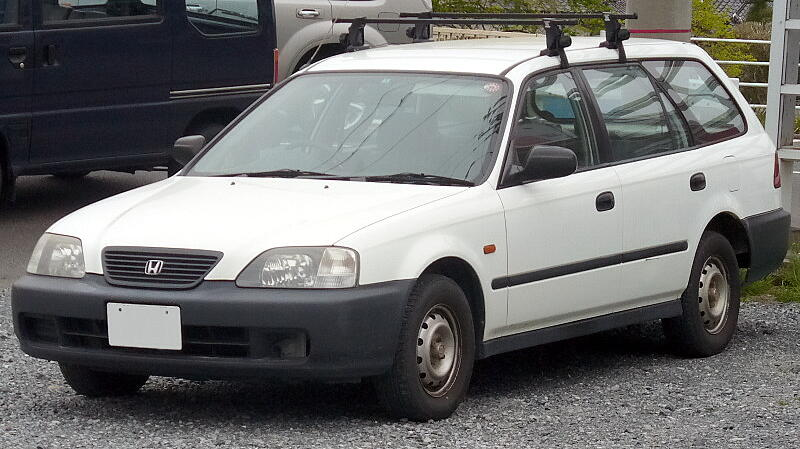
Вид спереди
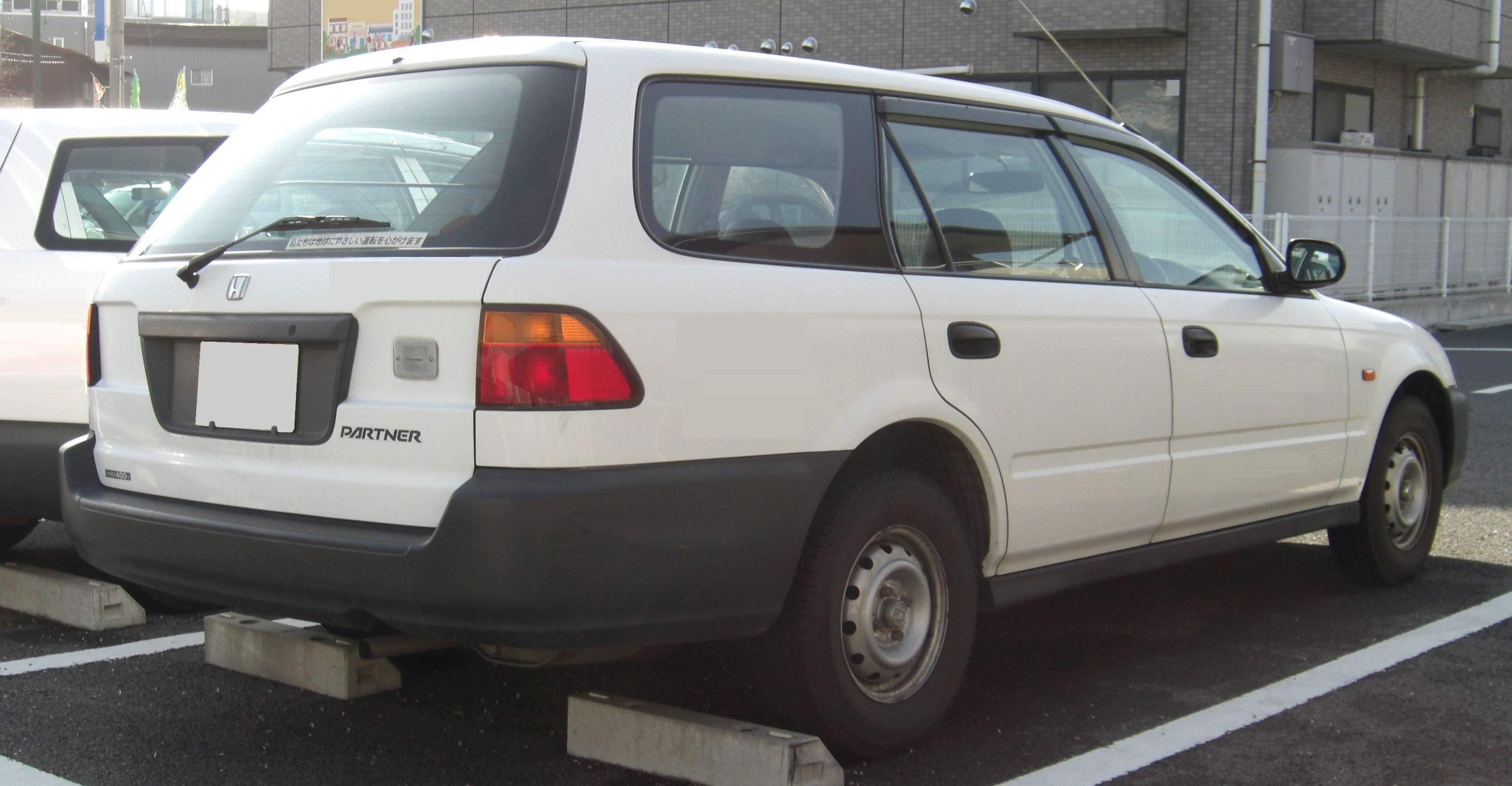
Вид сзади

## Второе поколение (GJ3/4; 2005—2010)
Honda Partner II выпускался с апреля 2005 по сентябрь 2010 года и продавался только в Японии. Базовыми моделями стали Honda Jazz и Honda City V. Комплектации автомобиля — L и G.

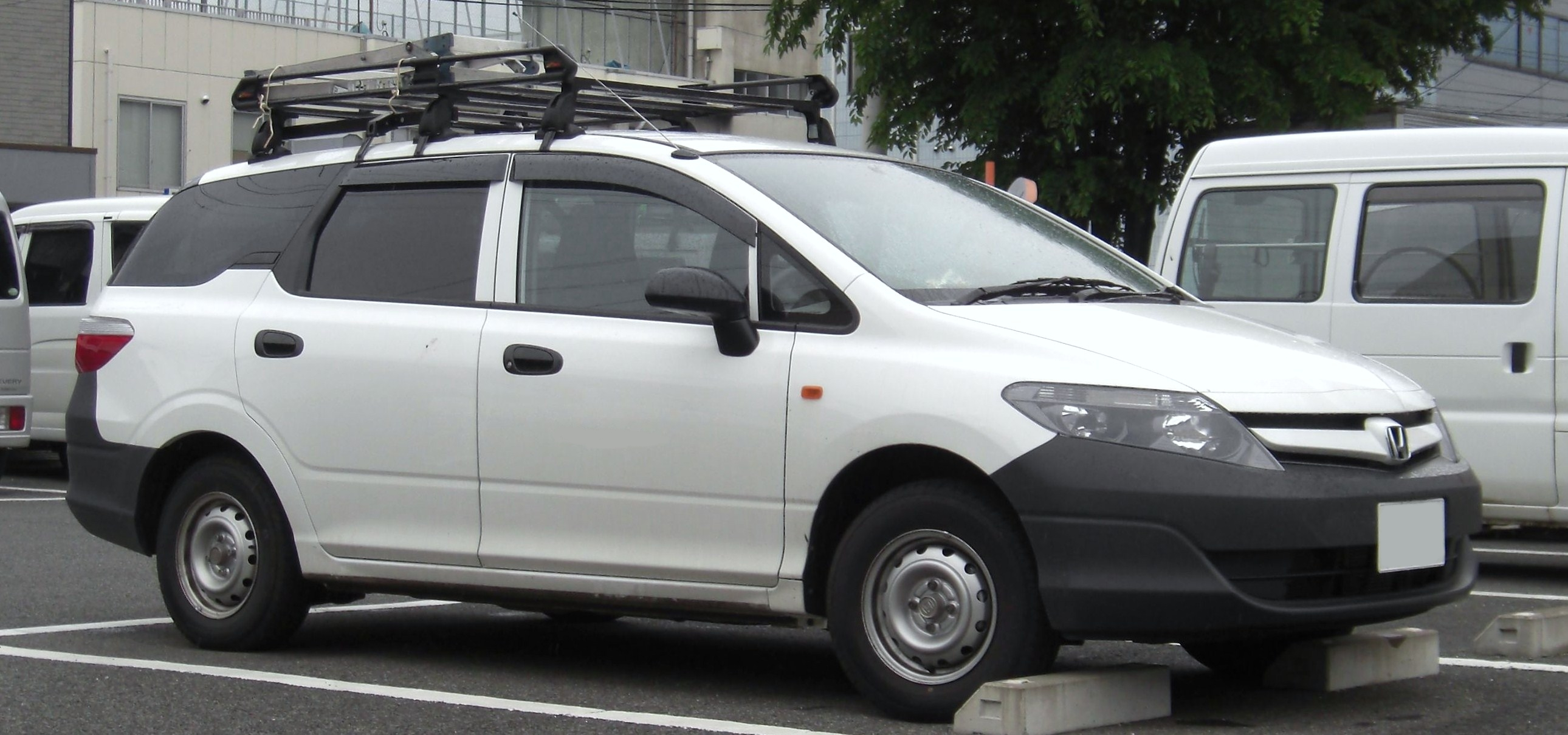
Вид спереди
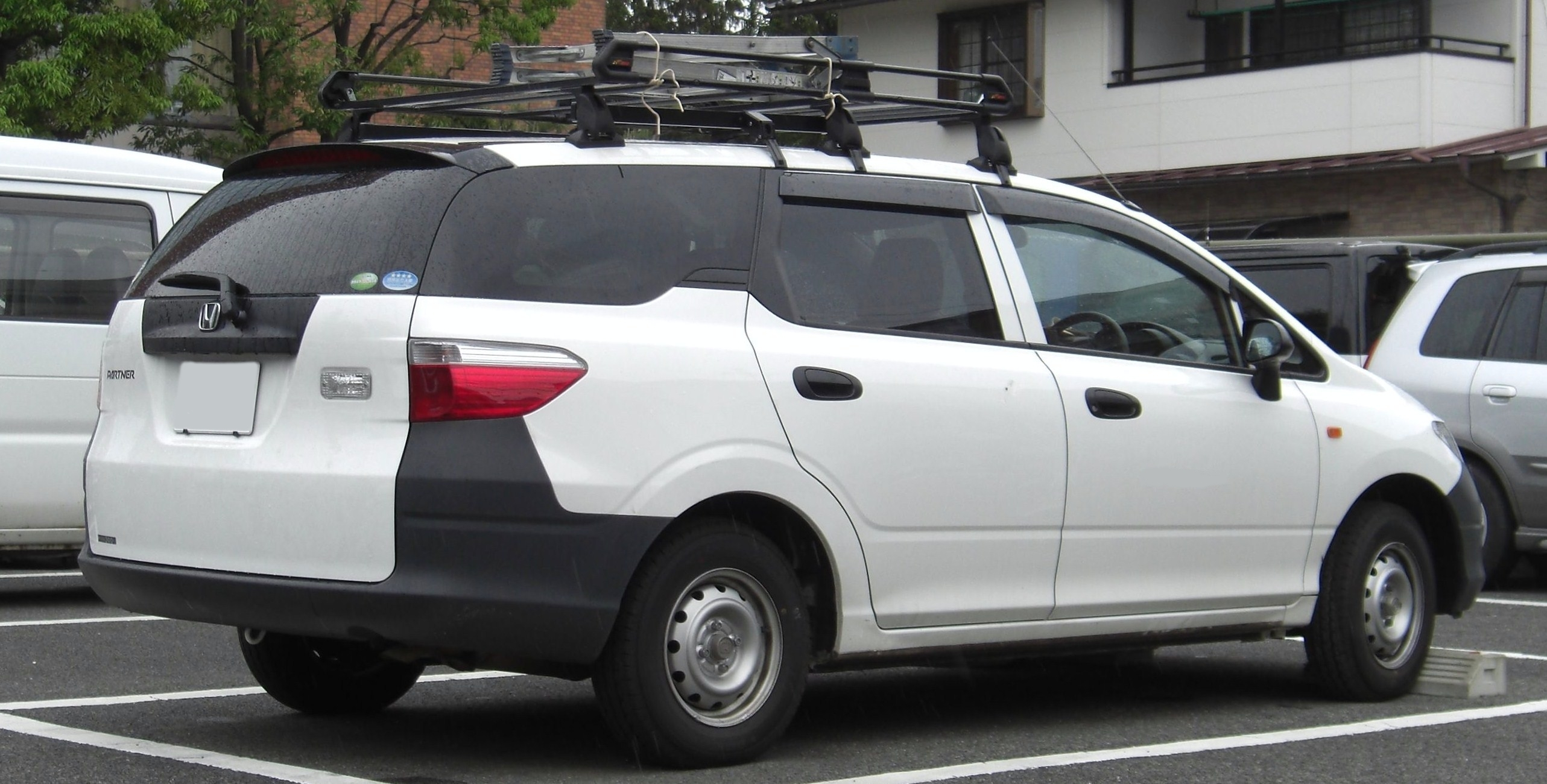
Вид сзади
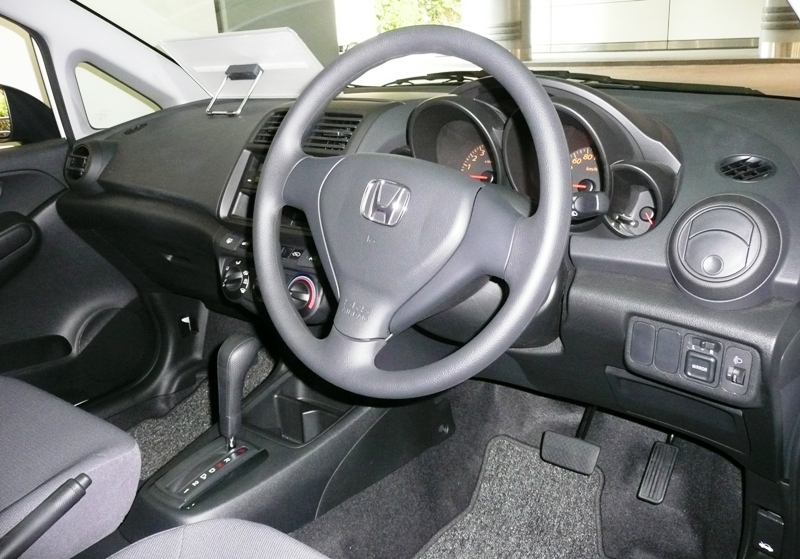
Интерьер